# The Showgrounds (Ballymena)
Pour les articles homonymes, voir The Showgrounds.
 (avril 2025).
Les Ballymena Showgrounds (les terrains de sport de Ballymena) sont un ensemble de structures consacrées au sport au sein duquel se trouve un stade de football.
Il est situé à Ballymena dans le Comté d'Antrim en Irlande du Nord.
C'est le stade de deux clubs de football, le principal Ballymena United qui joue en première division nord-irlandaise et Wakehurst Football Club. Le stade appartient à la ville de Ballymena.

## Histoire
Le stade a été reconstruit en 2001 pour un coût de 3 000 000 de livres sterling. Cette reconstruction incluait une nouvelle tribune et de nouveaux vestiaires. Cette nouvelle tribune a accru la capacité d’accueil en places assise de 1800 places pour la porter à 3200 places assises au total.
Le stade comptant également des places debout situées dans les virages, il peut actuellement accueillir 5 000 personnes.
Depuis sa rénovation, le stade est considéré comme l'un des plus modernes et des plus confortables d’Irlande du Nord.